# Pedro María Orts y Bosch
Pedro María Orts y Bosch, o Pere Maria Orts i Bosch (Valencia, 5 de julio de 1921-Valencia, 26 de febrero de 2015) fue un escritor, investigador y coleccionista español. Su obra se centró mayormente en el estudio de la heráldica y la genealogía, sin desdeñar otras disciplinas, como la historia, la geografía, la economía o la sociología.

## Biografía
Estudió el Bachillerato en el Real Colegio de las Escuelas Pías de Valencia. Se licenció en leyes en la Facultad de Derecho de la Universidad de Valencia, en el año 1945. Sin embargo, nunca ejerció su profesión de jurista y se dedicó a trabajar como investigador e historiador.
Desde joven permaneció muy ligado a la localidad de Benidorm, de donde era su padre. Siguió así los pasos de su abuelo paterno, Pedro María Orts y Berdín, nacido en Benidorm en 1839, quien perteneció a la carrera judicial y fue historiador, además de magistrado territorial de la Audiencia de Valencia. A los cuarenta y cinco años de edad, Orts y Berdín se retiró a su pueblo natal, donde se entregó por completo a indagar y escribir sobre la comarca de la Marina. Está dedicada a Benidorm la más representativa de sus obras publicadas: Apuntes históricos de Benidorm (1892).
El mayor interés y motor principal de la obra literaria y artística de Pedro María fue localizar prodigios documentales y obras de arte pertenecientes al Antiguo Reino de Valencia que, por diversos causas habían salido de Valencia, con el fin de completar los fondos patrimoniales y rescatar parte de la historia del pueblo valenciano.
Impulsado por una profunda pasión por las artes, enriqueció significativamente el legado familiar adquiriendo una amplia gama de obras de arte, especialmente durante las décadas de 1950 y 1970. Buscó activamente piezas raras y distintivas que no se encontraban en las bibliotecas, museos ni archivos de Valencia. Si bien consultaba a menudo a expertos, su colección se forjó, en última instancia, gracias a su propio instinto y su perspicacia.

## Obra literaria
Sus escritos son importantes en por su calidad y la profundidad investigadora. Son muchos los artículos publicados en revistas. Donó en 2004 a la Biblioteca Valenciana su biblioteca particular. Su gran interés por la historia del pueblo valenciano y por la recuperación del patrimonio bibliográfico valenciano le llevó a adquirir ejemplares únicos y de gran valor. La biblioteca está formada por unos 11.000 volúmenes, entre los que destacan 13 incunables y alrededor de 1.000 volúmenes impresos entre los siglos XVI y XVIII, además de muchas publicaciones del S. XIX. En este fondo también destaca una muestra importante de obras sobre heráldica y genealogía.    

### Revistas

#### Revista Oficial de Fiestas Patronales de Benidorm
- Benidorm como pueblo (1971)
- Capellanía de San Jaime Apóstol en la Iglesia Parroquial de Benidorm (1972)
- La Senyera del País Valencià (1977)
- Jaume Roig (1978)
- Esbós i projecte d’escut heráldic per a Benidorm (1985)
- Ruy Díaz de Mendoza i Melgarejo. VII Senyor Territorial de Benidorm (I) (1985)
- El que pogué ser la consolidació de Benidorm en la primera meitat del segle XIII (1987)
- Benidorm en el siglo XVII (1988)
- Els Castells (segle XIV) (1989)
- “Llegada de una Virgen a Benidorm”. 1740 – 1990: 250 Aniversario del Hallazgo de la Virgen del Sufragio a Benidorm (1990)
- Discurso de Don Pedro María Orts y Bosch en el acto de coronación de las reinas y damas de honor de Benidorm (1990)
- Toponimia antiga a la Marina Baixa. Aclariments (I) (1991)
- Benidorm. Notes històriques (1992)
- Toponimia antiga a la Marina Baixa. Aclariments (II) (1993)
- L’Ajuntament de Benidorm entre primeries del segle XVIII i primeries del segle XIX (1994)
- Benidorm año 1321 (1995)
- El infante Pedro de Aragón y d’Anjou, II Senyor Territorial de Benidorm (1336-1356) (1997)
- Alfons d’Aragó i de Foix. III Senyor Territorial de Benidorm (1356-1412) (1998)
- Beatriu Fajardo de Mendoza o Beatriu Fajardo de Guzmán, Senyora Territorial de Benidorm (1654-1687) (1999)
- Benidorm, sis de maig de l’any 2000 (2000)
- Ruy Díaz de Mendoza i Melgarejo, VII Senyor Territorial de Benidorm (i dos) (1430-1448) (2002)
- Els Fajardo i les seues aliances matrimonials (2003)
- Els Aragó al Ducat de Gandia i Comtat de Dénia i els Trastámara al Regne de València (2004)
- Documents dels segles XIV, XV y XVI (2005)
- Así fue (2007)
- Los Barones de Polop (Siglos XV- XIX), Festes del Porrat, 2007

#### Revista Sai Tabi de la Facultad de Historia y Geografía de la Universidad de Valencia
- Notes sobre certs topònims valencians en el Llibre dels fets del rei En Jaume (1994)

### Documentación histórica
Entre otras obras, se encuentran:
- Una imagen de la Virgen de Benidorm (1965)
- Introducció a la Història de la Vila de Vilajoiosa i el notari Andreu Mayor (1972)
- Regalismo en el siglo XVI. Sus implicaciones políticas en la Diputación de Valencia (1976)
- Alicante: notas históricas (1373-1800) (1971) [3]

### Cartas Pueblas
Cartas Pueblas referidas a la comarca alicantina:
- Carta de Poblament de Benidorm y l’Almirall Bernat de Sarrià (1976)
- Carta Pobla de Benidorm (1987)
- Carta Pobla de Altea (1988)
- Carta Pobla de la Núcia (1989)

### Recreaciones literarias
Cuenta en su producción además con algunas obras más distendidas, que describen acciones ficticias, pero, eso sí, a partir de hechos históricos constatados y que van desde ensayos teatrales a recreaciones literarias: 
- Arribada d’una imatge de la Verge a Benidorm (1972)
- L’alba d’un poble (Pieza teatral inédita), Parlament del Príncep de Kairuan amb l’alcaid de Benidorm (1990)

### Heráldica y genealogía
- Historia de la Senyera al País Valencià (1979)[4]
- Los Borja: de Jàtiva a Roma. Notas acerca del origen y ascenso de los Borja (1995)

### Prólogos y presentaciones
- Matèria de Bretanya (1976) de Carmelina Sánchez-Cutillas.
- Benidorm: recopilación de fotografías (1985)
- Monogràfica de Llucena (2000) de Joaquim Escrig Fontanete.
- Beatriz Fajardo y la Carta Puebla de Benidorm (1666) de Francisco Amillo Alegre.
- Nobleza Valenciana. Un paseo por la historia (2006) de Maria José Muñoz-Peirats.
- Historia de un legado: el Santísimo Cristo del Buen Acierto y Alfaz del Pí (2007) de Ángela Castillejo, Rafael Frías y José Soler.

Y colaboraciones en la Gran Enciclopedia de la Región Valenciana (1973-7), para la que ha aportado numerosas entradas a lo largo de sus 12 volúmenes.
En 2006 se reunieron un compendio de sus trabajos y entrevistas personales publicadas en prensa, de la mano de Antoni Ferrando: Per la memòria històrica dels valencians.

## Reconocimientos, premios y funciones
- Cronista Oficial e Hijo Adoptivo de Benidorm desde el 23 de diciembre de 1985
- Distinción Cultural “Ciutat de Benidorm”, el 9 de octubre de 2008.
- Premio de Honor de las Letras Valencianas en 1996
- Académico de Honor de la Real Academia de San Carlos de Valencia desde 1999
- Hijo predilecto, Medalla de Oro de la Ciudad de Valencia y Alta Distinción de la Generalitat Valenciana en 2006
- Miembro del Patronato del Museo de Bellas Artes San Pio V de Valencia y de la Acadèmia Valenciana de la Llengua desde 2001.
- Vocal miembro del consejo de Bibliotecas de la Consejería de Cultura, Educación y Ciencia, en abril de 1987
- Premio al “Valenciano del Año”, concedido el 14 de junio de 2008, de manos de la fundación Huguet y del alcalde de Castellón.
- Gran Cruz de la Orden de Jaime I el Conquistador con la Alta Distinción de la Generalitat Valenciana, por recuperar, dignificar y difundir la cultura, identidad, símbolos, y valores autóctonos del pueblo valenciano.

## Legados y donaciones
- Legadas a los fondos del Museo de Bellas Artes de Valencia, y bajo la condición inexcusable de no abandonar sus propios muros: La serie integrada por 229 pinturas de los más célebres maestros desde el Trecento al siglo XX; 10 esculturas de bulto redondo, realizadas en materiales nobles como son la piedra, la madera, el bronce y el mármol; 69 piezas de cerámica, en su mayoría platos, provenientes de Manises, Talavera, Alcora y Ribesalbes, y otros importados desde China, Japón y Francia; porcelanas de la Compañía de Indias y vidrio de Murano; 9 muebles, 3 tapices, 7 cálices, varios candeleros e incluso, una escribanía de plata.

- Legado a la Biblioteca Valenciana, con sede en el Monasterio San Miguel de los Reyes, que consta de, prácticamente, 11.000 volúmenes, entre los que se encuentran ejemplares únicos en toda España, y un total de 13 incunables.

- Legado al Archivo del Reino de Valencia: legajos y documentos históricos, representativos de la tradición local.